# Acianthus fornicatus
Lan nón pixie (danh pháp hai phần: Acianthus fornicatus) là một loài thực vật có hoa trong họ Lan. Loài này được R.Br. mô tả khoa học đầu tiên năm 1810.

## Hình ảnh

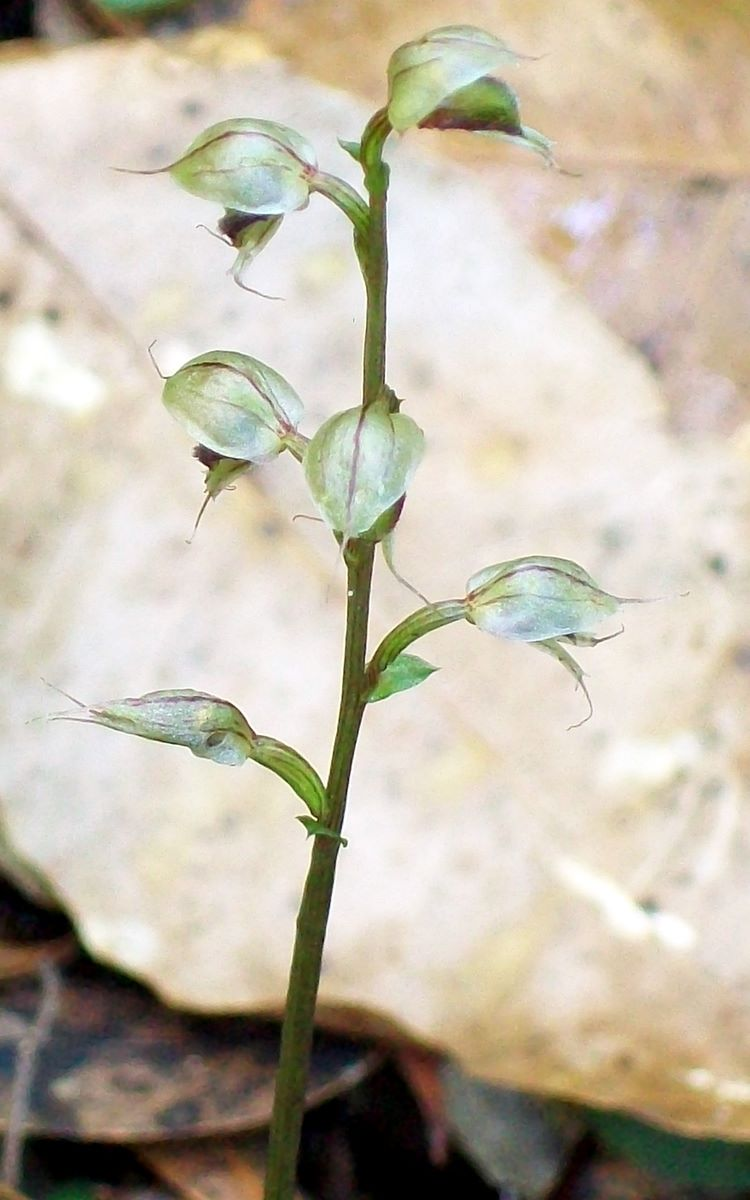
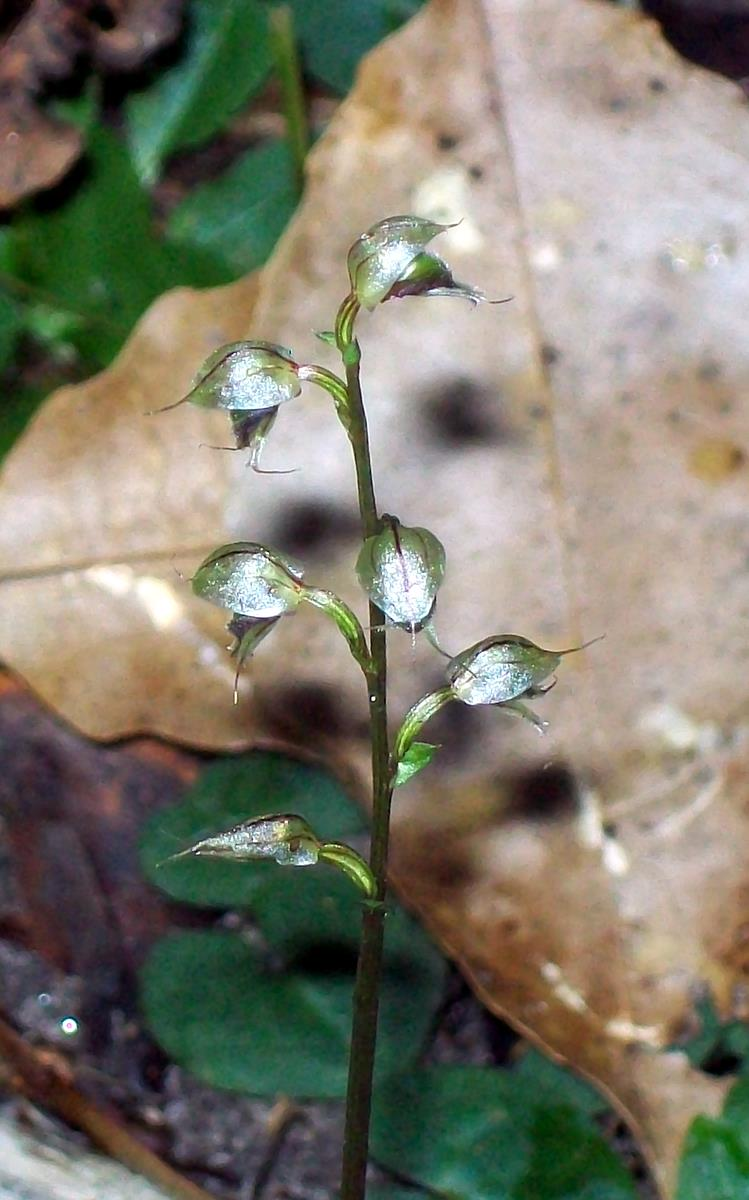